# Juan Tamayo de Salazar

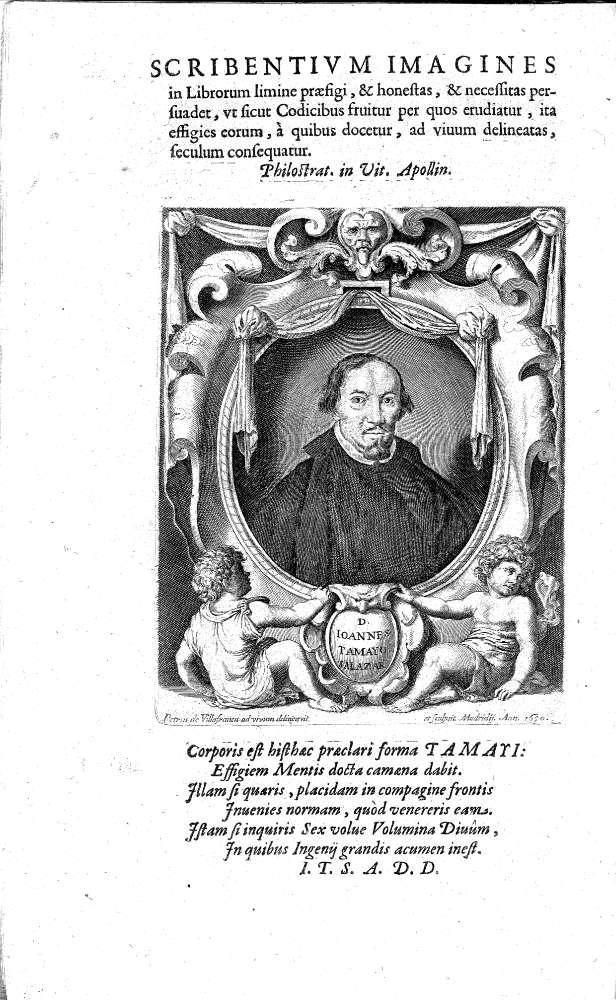
Retrato de Tamayo Salazar por Pedro de Villafranca.

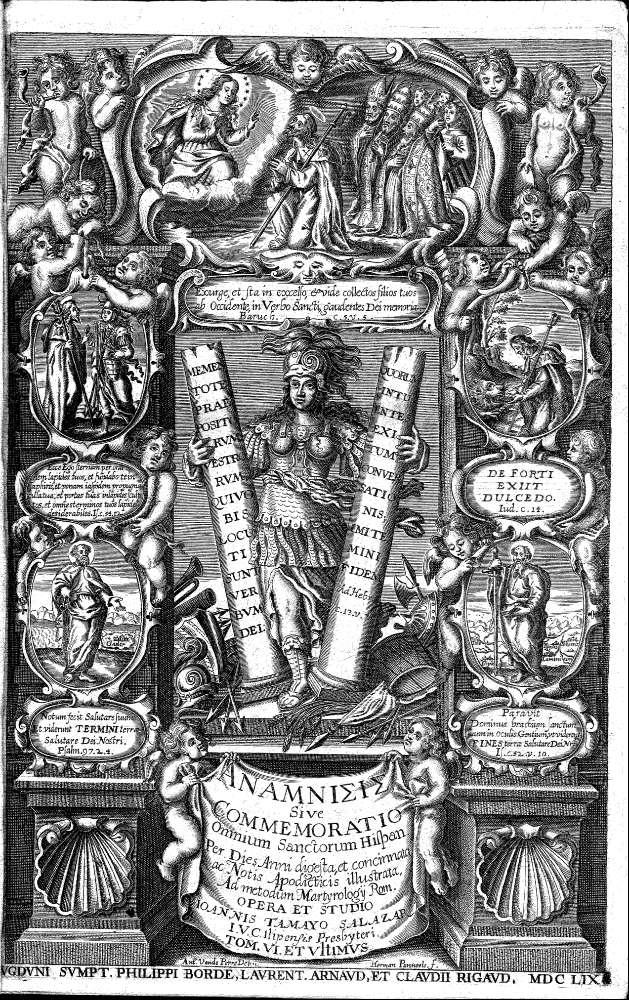
Portada del tomo VI de Anamnisis sive Commemoratonis sanctorum hispanorum, impreso en Lyon, 1662, grabado de Herman Panneels sobre dibujo de Antonio van de Pere.

Juan Tamayo de Salazar, historiador español, seguidor y firme defensor de los falsos cronicones de Jerónimo Román de la Higuera y él mismo falsificador de hagiografías y poemas latinos. Gregorio Mayans y Siscar le llamó «uno de los hombres más supersticiosos que ha tenido España».
Nacido en Zalamea de la Serena, fue secretario y familiar de Diego de Arce y Reinoso, obispo de Plasencia e Inquisidor General. Murió hacia 1672 siendo vicario general de la misma diócesis. 
Aunque será conocido por sus polémicos escritos hagiográficos, también escribió una Fábula de Eco fechada en Zalamea a 22 de diciembre de 1630 y dedicada a José Pellicer de Ossau, quien la incorporó a su edición de las Obras de Anastasio Pantaleón de Ribera, Madrid, 1634. De corte gongorino, mereció el elogio de José María de Cossío, quien destacó se centrase en la figura de la ninfa Eco y no en la más trillada de Narciso.

## Obras
Es autor, entre otros escritos hagiográficos, de:
- San Epitacio apóstol y pastor de Tui, ciudadano, obispo y mártir de Ambracia oy Plasencia, en Madrid, por Diego Díaz de la Carrera, 1646.
- Triunfos de las armas católicas por intercesión de María S. N.  Centones histórico-políticos, para exemplo, y antídoto de las guerras, y calamidades destos siglos, y para alentar, y disponer en los Soldados Católicos devoción, y reconocimiento a la Autora Soberana de la Victorias, En Madrid, por Diego Díaz de la Carrera, 1648.
- Auli Hali poetae burdigalensis, civisque toletani, De adventu in Hispanias S. Jacobi Zebedaei filii..., Madrid, por Diego Díaz de la Carrera, 1648. Poema latino a la venida de Santiago a España y la Virgen del Pilar con otros poemas del supuesto Aulo Halo, poeta nacido en Burdeos y establecido en Toledo según la biografía que le inventó Jerónimo Román de la Higuera.
- Martyrologium Hispanum. Anamnesis o Commemoratio omnium ss. Hispanorum, Pontificum, Martyrum, Confessorum, Virginum, Viduarum, ac Sanctarum mulierum, publicado en Lyon en seis volúmenes entre 1651 y 1659. El martirologio hispano recopilaba sus estudios epigráficos e incluía santos de dudosa existencia modificando a su gusto las circunstancias de su vida, siempre con criterio nacionalista, valiéndose de todo lo dicho por los falsos cronicones de Higuera y aplicándoles supuestas inscripciones antiguas localizadas por él mismo, con los poemas de Aulo Halo, en un viejo cartapacio comprado según decía a un librero toledano.

El martirologio de Tamayo y, en general, su entera producción fue duramente rebatida por Nicolás Antonio, quien en su Censura de Historias Fabulosas, lo llamó «versado en fábulas» y lo tachó de ignorante en materia de inscripciones y antigüedades y poco ducho en el manejo del latín. 